# Carl and the Passions – "So Tough"
| 전문가 평가                   | 전문가 평가 |
| 평가 점수                     | 평가 점수   |
| 출처                          | 점수        |
| ----------------------------- | ----------- |
| AllMusic                      | [ 1 ]       |
| Blender                       | [ 2 ]       |
| Christgau's Record Guide      | C+          |
| Encyclopedia of Popular Music | [ 4 ]       |
| MusicHound                    | 3/5         |
| The Rolling Stone Album Guide | [ 6 ]       |

《Carl and the Passions – "So Tough"》는 1972년 5월 15일에 발매된 미국의 록 밴드 비치 보이스의 열여덟 번째 스튜디오 음반이다. 이 음반은 기타와 드럼에 블론디 채플린과 리키 파타르가 각각 추가되고, 첫 세션에서 오랜 멤버 브루스 존스턴이 탈퇴하는 등 밴드의 과도기적인 음반으로 자주 꼽힌다.
이 음반의 초기 미국 언론에는 이 밴드의 1966년 스튜디오 음반인 《Pet Sounds》가 보너스 음반으로 포함되었다. 《Carl and the Passions – "So Tough"》는 싱글 음반으로 발매되거나 다시 발매될 예정이었던 것으로 추측되고 있다. 워너/리프리즈 카탈로그 번호 MS 2090이 이 싱글 디스크 발매에 할당되었지만 아무것도 나오지 않았다. 이 음반은 리프리즈 레코드에서 유럽에서 독립 음반으로 발매되었다.
칼 앤 더 패션즈는 브라이언 윌슨과 마이크 러브의 고등학교 밴드였다. 이것은 워너 브라더스와의 새로운 거래로 발매된 첫 번째 음반이었다. 이 회사는 국내뿐만 아니라 해외 시장에서도 미래의 비치 보이스 제품을 유통할 수 있게 했다.

## 배경
1971년 이 시기에 그룹의 사실상의 음악 감독을 맡았던 칼 윌슨은 세 번째 기타리스트 블론디 채플린을 고용하여 비치 보이스의 구조를 살리기로 결정하였는데, 그의 소울풀한 가창력은 밴드 사운드에 강력한 리듬 앤 블루스 요소를 가져왔다. 데니스 윌슨이 쇠약해진 손 사고를 겪었기 때문에 드러머 겸 싱어송라이터 리키 파타르도 이때 합류했다. 남아프리카 공화국인, 블론디, 리키 모두 1969년 런던에서 남아프리카 공화국의 밴드 플레임즈에서 연주하던 중 칼에 의해 발견되었다. 이 음반은 비치 보이스가 뿌리를 기반으로 한 록의 시대로 진입하는 것을 볼 수 있다.
세션이 시작된 지 얼마 되지 않아 브루스 존스턴은 잭 릴리 감독과 사이가 틀어졌고 밴드를 떠났다. 상충되는 보고서들은 존스턴이 그만두었거나 해고당했다고 말한다. 존스턴에 따르면, 그는 이 그룹이 하드 록 접근법을 채택하자는 리엘리의 제안에 대해 열의가 없었고 브라이언 윌슨의 장기적 관여 부족이 예술의 질을 떨어뜨리는 결과를 초래했다고 느꼈기 때문에 그만두었다고 한다. 하지만, 릴리는 존스턴이 그 단체의 민주적 과정에 투표하는 것을 막기 위해 그리고 존스턴이 그 당시 브라이언 윌슨에게 보여준 것으로 추정되는 무례와 경멸 때문에 존스턴을 해고했다고 주장한다. 존스턴의 메인곡 작사 기고문인 〈Ten Years of Harmony〉의 초기 버전인 〈Endless Harmony〉가 재녹음되었고, 결국 1980년 《Keepin' the Summer Alive》에 발표되었다. 존스턴은 발매된 음반에 그의 유일한 음악적 기여는 〈Marcella〉의 배경 보컬이라고 말했다.

## 곡 목록
| #  | 제목                                       | 작사·작곡                     | 리드 보컬                   | 재생 시간 |
| -- | ------------------------------------------ | ----------------------------- | --------------------------- | --------- |
| 1. | 〈You Need a Mess of Help to Stand Alone〉 | 브라이언 윌슨, 잭 릴리        | 칼 윌슨                     | 3:27      |
| 2. | 〈Here She Comes〉                         | 리키 파타르, 블론디 채플린    | 파타르, 채플린              | 5:10      |
| 3. | 〈He Come Down〉                           | 앨 자딘, B. 윌슨, 마이크 러브 | 러브, 채플린, 자딘, C. 윌슨 | 4:40      |
| 4. | 〈Marcella〉                               | B. 윌슨, 탄딘 알머, 릴리      | C. 윌슨, 채플린, 러브       | 3:54      |

| #  | 제목                     | 작사·작곡                | 리드 보컬           | 재생 시간 |
| -- | ------------------------ | ------------------------ | ------------------- | --------- |
| 1. | 〈Hold On Dear Brother〉 | 파타르, 채플린           | 채플린              | 4:43      |
| 2. | 〈Make It Good〉         | 데니스 윌슨, 데릴 드래곤 | D. 윌슨             | 2:36      |
| 3. | 〈All This Is That〉     | 자딘, 칼 윌슨, 러브      | C. 윌슨, 자딘, 러브 | 4:00      |
| 4. | 〈Cuddle Up〉            | D. 윌슨, 러브            | D. 윌슨             | 5:30      |